# HD82567
HD82567 — хімічно пекулярна зоря спектрального класу B9, що має видиму зоряну величину в смузі V приблизно  7,8.
Вона  розташована на відстані близько 1124,7 світлових років від Сонця.

## Фізичні характеристики
Телескоп Гіппаркос зареєстрував фотометричну змінність  даної зорі з періодом    1,98 доби в межах від  Hmin= 7,78 до  Hmax= 7,72.

## Пекулярний хімічний склад
Зоряна атмосфера HD82567 має підвищений вміст 
Si
.